# Mistrzostwa Świata w układaniu Kostki Rubika 1982
Mistrzostwa Świata w układaniu Kostki Rubika 1982,
(ang.1982 World Rubik's Cube Championship; hu.Rubik kocka vilag-bajnoksák Budapest 1982) – pierwszy, oficjalny turniej w  speedcubingu o charakterze międzynarodowym. 
Rozegrany został w Budapeszcie, w Sali Koncertowej Vigado dnia 5 czerwca 1982 roku. Do rywalizacji w turnieju przystąpiło 19 zawodników. 
Zwycięzcą turnieju ogłoszony został Amerykanin wietnamskiego pochodzenia Minh Thai (z czasem 22.95 sek).
Polskę na mistrzostwach reprezentował Piotr Serbeński.

## Rezultaty zawodów
| Poz. | Zawodnik                | Czas                | Rekord |
| ---- | ----------------------- | ------------------- | ------ |
| 1    | Minh Thai               | 27.16, 22.95, 27.97 | WR     |
| 2    | Guus Razoux Schultz     | 24.32, 31.51, 26.15 | ER     |
| 3    | Zoltán Lábas            | 24.49, 27.58, 28.21 | NR     |
| 4    | Lars Petrus             | 35.42, 33.11, 24.57 | NR     |
| 5    | Ken'ichi Ueno           | 27.56, 27.90, 24.91 | AsR    |
| 6    | Jerome Jean-Charles     | 27.87, 31.18, 25.06 | NR     |
| 7    | Julian Chilvers         | 30.59, 25.95, 27.46 | NR     |
| 8    | Duc Trinh               | 37.44, 26.63, 36.09 | NR     |
| 9    | Giuseppe Romeo          | 34.23, 41.75, 28.11 | NR     |
| 10   | Jessica Fridrich        | 31.49, 29.11, 33.20 | NR     |
| 11   | Eduardo Valdivia Chacon | 34.91, 29.62, 30.01 | SaR    |
| 12   | Luc Van Laethem         | 32.92, 34.98, 29.73 | NR     |
| 13   | Jozsef Borsos           | 36.75, 35.33, 30.02 | NR     |
| 14   | Roland Brinkmann        | 34.80, 30.59, 32.32 | NR     |
| 15   | Jari Sandqvist          | 31.17, DNF, 31.56   | NR     |
| 16   | Manuel Galrinho         | 40.74, 48.67, 37.11 | NR     |
| 17   | Piotr Serbeński         | 44.40, 37.50, 40.86 | NR     |
| 18   | Svilen Tenev            | 51.88, 47.29, 47.35 | NR     |
| 19   | Josef Trajber           | 50.16, 54.93, 58.99 | NR     |

WR = Rekord świata

ER = Rekord Europy

AsR = Rekord Azji

Sar = Rekord Ameryki Południowej

AfR = Rekord Afryki

AuR = Rekord Oceanii

NR = Rekord kraju

DNF = Nie ukończył